# Académie royale de danse
L'Académie royale de danse è un'istituzione fondata nel 1661 a Parigi dal re Luigi XIV, ballerino egli stesso, ed era formata da tredici fra i più celebri maestri di danza dell'epoca. Il primo direttore fu François Galand du Désert, maestro di danza della regina. L'accademia francese è stata la prima istituzione unicamente dedicata alla danza e, con la codificazione delle regole fondamentali del balletto compiuta dai maestri che ne facevano parte, ha dato origine alla tecnica accademica, ossia la tecnica della cosiddetta "danza classica", intesa come manifestazione specificamente teatrale. Nel 1672 l'Académie Royale de Danse si fuse con l'Académie royale de musique (fondata nel 1669 e dal 1672 diretta da Jean-Baptiste Lully) assumendo la denominazione di Académie royale de musique et danse. Nel 1680 la direzione passò a Charles-Louis Beauchamp, maestro di danza personale del re. Nel 1713 mutò il nome in École royale de l’opéra ad opera di Louis Guillaume Pécourt, che nel 1687 succedette a Beauchamps nella direzione dell’area della danza. Con l’École royale de l’Opéra, l’insegnamento della danza verrà istituzionalizzato e finalizzato all’inserimento professionale degli allievi all’interno del teatro, diventando definitivamente un patrimonio codificato e sottomesso agli organi di potere politico. Nel 1780 questa istituzione prenderà il nome – che mantiene tutt’oggi – di Opéra de Paris (Opéra di Parigi).